# 海扇偏蓋螺
海扇偏蓋螺（学名：Capulus dilatatus）为偏蓋螺科偏蓋螺屬下的一个种。